# Centro Internacional para los Impuestos y el Desarrollo
El Centro Internacional para los Impuestos y el Desarrollo (ICTD por sus siglas en inglés) es un centro de investigación con sede en el Instituto de Estudios para el Desarrollo y financiado por la Agencia de Desarrollo Exterior (FCDO por sus siglas en inglés) del Reino Unido y por la Fundación Bill & Melinda Gates. El ICTD también recibió, hasta marzo de 2016, financiación de la Agencia Noruega para Cooperación al Desarrollo (Norad por su acrónimo, que no debe confundirse con el del Mando Norteamericano de Defensa Aeroespacial, NORAD). 
Fundado en 2010, la misión del ICTD es generar conocimiento para ayudar a países en desarrollo a movilizar eficaz y equitativamente el dinero nacional, y desarrollar sistemas impositivos que promuevan una buena gobernanza y un crecimiento económico favorable a los pobres.
El ICTD fomenta una red de investigadores sociales de países en desarrollo comprometidos con cuestiones impositivas. Este fomento se traduce en financiación de investigaciones, capacitación de investigadores mediante cursos y talleres, y colaboración con una amplia gama de socios que incluyen varias administraciones tributarias africanas, el Instituto Mundial para la Investigación de la Economía del Desarrollo, de la Universidad de las Naciones Unidas (UNU-WIDER por sus siglas en inglés), la Escuela Munk de Asuntos Globales, y el Instituto Chr. Michelsen. El ICTD también intenta difundir los resultados de sus investigaciones entre los diseñadores de políticas a través de sus publicaciones y reuniones centrales anuales en África. Al compartir estos resultados, el ICTD se propone ampliar el debate público sobre impuestos y gobernanza en países en desarrollo.

## Investigaciones
Las investigaciones del ICTD intentan generar conocimiento para mejorar los sistemas impositivos de los países en desarrollo, particularmente el África subsahariana. Con este fin, el ICTD lleva a cabo y financia investigaciones sobre los siguientes temas:
- Agencias tributarias y cumplimiento de las obligaciones fiscales
- Impuestos y gobernanza
- Impuestos subnacionales e impuesto sobre la propiedad
- Impuestos informales
- Fiscalidad internacional
- Impuestos, bienestar y desigualdad
- Género e impuesto

Para facilitar una mejor investigación sobre asuntos impositivos, el ICTD creó la Base de datos de ingresos estatales, el conjunto de datos transnacional más completo y exacto sobre estos ingresos, que significativamente separa los ingresos por recursos naturales de otras fuentes. A comienzos de 2019, el Instituto Mundial para la Investigación de la Economía del Desarrollo, de la Universidad de las Naciones Unidas (UNU-WIDER por sus siglas en inglés) lanzó el GRD Explorer, una herramienta que permite a los usuarios acceder deprisa y fácilmente a estos datos sobre ingresos y visualizarlos con igual rapidez y sencillez.

## Publicaciones
El ICTD ha publicado y apoyado la publicación de muchos informes técnicos, sesiones informativas sobre políticas, artículos de publicaciones periódicas y libros. También publica, en inglés y francés, resúmenes de 2 páginas de sus investigaciones.
En julio 2018 Zed Books publicó Gravando a África dentro de su serie Argumentos africanos. El libro ofrece un análisis actualizado de todos los aspectos de los regímenes impositivos del continente, mostrando la función crucial que tienen para crear justicia social y desarrollo económico. Desde la evasión fiscal por multinacionales y élites africanas hasta cómo los simples contribuyentes navegan por complejas webs de impuestos locales "informales", el libro examina el potencial para la reforma fiscal, y cómo se podría crear espacio para estrategias habilitadoras dirigidas localmente.

## Redes
El ICTD tiene 3 redes de investigación.

### Iniciativa africana sobre el impuesto de propiedad
La Iniciativa africana sobre el impuesto de propiedad (APTI por sus siglas en inglés) estimula y anima un uso más amplio de impuestos eficaces sobre la propiedad en África. El ICTD trabaja con el objetivo de lograr la masa crítica necesaria para apoyar con éxito a gobiernos africanos que actualmente están considerando reformas de este impuesto o poniéndolas en práctica. Con este fin, la APTI se dedica actualmente a establecer una nutrida red de expertos en este impuesto, recaudadores, formuladores de políticas e investigadores que pueden apoyarse mutuamente y aprender los unos de los otros. La APTI también realiza y difunde investigación robusta sobre temas clave para fundamentar políticas y prácticas.
Las actividades de la APTI se centran en 4 temas prioritarios:
1. Reforzar el uso de las tecnologías de la información y las comunicaciones (TIC) para el impuesto de propiedad;
2. Explorar planteamientos localmente apropiados para la tasación de los bienes objeto de este impuesto;
3. Examinar las funciones de los gobiernos centrales y locales en la recaudación de este impuesto; e
4. Investigar el vínculo entre los impuestos de propiedad y los servicios públicos en resaltar la relación entre gobiernos y ciudadanos.

### Red de Investigación Impositiva Etíope
La Red de Investigación Impositiva Etíope (ETRN por sus siglas en inglés) es una nueva iniciativa del ICTD financiada por la Fundación Bill & Melinda Gates, y con sede en el Instituto Etíope de Investigación sobre el Desarrollo. La ETRN se dedica a mejorar la generación e intercambio de conocimiento impositivo en Etiopía. Dedica atención a todos los temas relacionados con los impuestos, desde la política impositiva (una rama específica de la política fiscal) hasta la gestión de lo recaudado, y desde artículos académicos hasta estudios de caso. La ETRN se lanzó oficialmente el 20 de septiembre de 2017 en el Hotel Capital de Adís Abeba, con más de 100 asistentes.
Los principales objetivos de la ETRN son:
- Proporcionar una plataforma para el intercambio de conocimiento y el debate basado en la evidencia sobre temas impositivos a través de talleres, conferencias y publicaciones.
- Mediante financiación y capacitación, apoyar la realización de investigaciones de alta calidad y relevantes para establecer o corregir políticas, en particular las investigaciones dirigidas y emprendidas por etíopes.
- Facilitar la coordinación y la complementariedad entre los proyectos existentes y los actores impositivos en Etiopía.

### Red de Investigación Impositiva Nigeriana
Con financiación de la Fundación Bill & Melinda Gates, el ICTD lanzó la Red de Investigación Impositiva Nigeriana (NTRN por sus siglas en inglés) para apoyar la generación e intercambio de conocimientos impositivos en ese país, con actores que incluyen a recaudadores de impuestos e investigadores de organizaciones nigerianas e internacionales. La NTRN se lanzó formalmente del 12 al 14 de septiembre de 2017 en el Transcorp Hilton de Abuya. El 13 de septiembre de 2017, el ICTD y la Agencia Tributaria Federal de Nigeria (FIRS por sus siglas en inglés) de Nigeria firmaron un memorándum de comprensivo (MOU). Su propósito era que ambas instituciones colaboraran en investigación aplicada , capacitación y puesta en práctica de políticas impositivas y de desarrollo. La presidenta de la NTRN es Ifueko M. Omoigui Okauru, y el coordinador de investigaciones, el doctor Olly Owen.
Los objetivos principales de la NTRN son:
- Proporcionar una plataforma para el intercambio de conocimiento y el debate basado en la evidencia sobre temas impositivos a través de seminarios y conferencias.
- Facilitar la coordinación y la complementariedad entre los proyectos existentes y los actores impositivos en Nigeria
- Proporcionar financiación a investigaciones de alta calidad y relevantes para establecer o corregir políticas principal o totalmente dirigidas y llevadas por nigerianos.